# 張立東
張立東（1983年9月17日—），台灣搞笑藝人，參加模仿選秀節目第一屆《超級模王大道》而出道，出道前期主要在《國光幫幫忙》擔任助理主持人並獲知名度，後主持《校園大人物》、《食尚玩家》等節目。除了參與主持《綜藝3國智》及《國光幫幫忙》等節目，並參演各類綜藝節目和電影，如電影《角頭》和《我的少女時代》等。

## 演藝生涯
張立東在加入演藝圈前曾從事房地產有關的職業，因為在家中常常模仿，被妹妹建議參加選秀節目《超級模王大道》，獲得第八名。在《超級模王大道》比賽之後，張立東有一段時間無接獲節目通告，寄宿在一同參加節目的朋友楊昇達家中。在《國光幫幫忙》中成為助理主持後，張立東開始參演其他綜藝節目，常使用小道具讓他開始有「道具王」之稱，同時也參演電影《角頭》及《我的少女時代》。
而在升任主持人後，開始轉型不再使用道具，轉而使用幽默風趣的「撩妹」風格，所以開始有「亞洲撩妹王」和「全民情獸」之封號。藝人風田為其徒弟，並與風田一起主持過不少節目。
在2015年後段，《國光幫幫忙》更換助理主持為楊昇達，張立東開始升任為主持人，並主持的兩檔節目《校園大人物》及《我們都來了》和一些網絡綜藝節目。之後，張立東先後接替《食尚玩家》及《綜藝3國智》的主持，並在2017年6月以正式主持人身份重返《國光幫幫忙》。
2020年後相繼主持了大受好評的《開動吧!漂亮姊姊》、《嗨！營業中第3季》及《女孩好野》，並開設了個人YouTube頻道《東東隆咚鏘 （页面存档备份，存于） 》，而頻道訂閱人數也超過十萬人次。
張立東擅長模仿的人物有方順吉、黃立行和阿基師等人。

## 作品

### 主持作品

#### 目前主持
| 年份               | 頻道     | 節目                                  | 備註                                                                                              |
| ------------------ | -------- | ------------------------------------- | ------------------------------------------------------------------------------------------------- |
| 2022年3月-至今     | 中天綜合 | 《同學來了》                          | 與阿ken、安心亞共同主持（因另一位主持納豆生病請假，這期間與陳大天、無尊、風田輪流擔任代班主持。） |
| 2022年6月15日-至今 | YouTube  | 《東東隆咚鏘 （页面存档备份，存于）》 | 固定主持                                                                                          |

#### 經歷
| 年份                                        | 頻道                            | 節目                                  | 備註                                                                                           |
| ------------------------------------------- | ------------------------------- | ------------------------------------- | ---------------------------------------------------------------------------------------------- |
| 2014年5月10日－2014年8月2日                 | MTV                             | 《校園大人物》                        |                                                                                                |
| 2014年4月25日－2014年7月26日                | 八大綜合台                      | 《我們都來了》                        |                                                                                                |
| 2015年11月12日－2016年12月13日              | TVBS歡樂台                      | 《食尚玩家》                          |                                                                                                |
| 2013年－2015年                              | 三立都會台                      | 《國光幫幫忙》                        | 助理主持                                                                                       |
| 2015年－2016年                              | 中天綜合台                      | 《康熙來了》                          | 助理主持                                                                                       |
| 2015年－2016年                              | 酷瞧                            | 《不科學糾察隊 1-3季》                | 單元主持                                                                                       |
| 2015年3月17日－2015年5月14日                | 酷瞧                            | 《宅男相談室》                        | 單元主持                                                                                       |
| 2016年2月1日－2016年10月4日                 | CHECK流行文化誌                 | 《CHECK快樂玩》                       |                                                                                                |
| 2016年11月12日－2022年9月24日、2023年9月9日 | 台視                            | 《綜藝3國智》                         | 與納豆、王少偉、李易、鯰魚哥、花花、瑪麗、哈孝遠、風田、威廉、大元、黃豪平共同主持             |
| 2018年4月11日－2018年5月14日                | 麥卡貝網路電視                  | 《琳來瘋》                            | 與沈玉琳、琳妲、阿樂共同主持                                                                   |
| 2018年5月21日－2018年9月10日                | 麥卡貝網路電視                  | 《琳來瘋2.0》                         | 與沈玉琳、阿樂、琳妲共同主持                                                                   |
| 2019年2月農曆除夕特別節目                   | 台視                            | 《2019超級巨星紅白藝能大賞》          | 主持（白隊）與黃子佼、王少偉、花花、瑪麗共同主持                                               |
| 2019年9月27日－2019年12月13日               | 17直播及華視                    | 《明星製作人》                        | 與納豆、曾智希共同主持                                                                         |
| 2020年4月8日－2020年8月12日                 | TVBS歡樂台                      | 《食尚玩家兩天一夜GO》                | 與納豆共同主持                                                                                 |
| 2020年10月16日－2020年12月4日               | 中天綜合台                      | 《進擊吧女孩》                        | 與納豆共同主持（週五晚上九點同學來了特別版）                                                   |
| 2019年11月18日－2021年1月20日               | 蝦皮購物                        | 《大學奇葩家》                        | 與派翠克、瑪麗共同主持                                                                         |
| 2021年4月10日－2021年7月3日                 | 東森綜合台                      | 《誰語爭鋒》                          | 與吳亦帆、佩得羅、張棋惠、那那大師、王彩樺共同組成藝人戰隊                                     |
| 2017年6月20日－2021年3月24日                | 三立都會台                      | 《國光幫幫忙之大哥是對的》            | 與風田、庹宗康共同主持                                                                         |
| 2021年3月25日-2021年6月17日                 | 三立都會台                      | 《國光幫幫忙之上課嘜亂來》            | 與風田、庹宗康共同主持                                                                         |
| 2021年8月－2022年2月                        | 三立都會、中天綜合              | 《綜藝大熱門》                        | 與吳宗憲、黃路梓茵（LULU）共同主持（因陳漢典拍戲請假，這期間與李千那輪流擔任代班主持。）       |
| 2021年9月12日－2021年12月5日                | 東森超視                        | 《開動吧!漂亮姊姊》                   | 與張景嵐、林莎、徐瑋吟共同主持                                                                 |
| 2022年11月5日                               | 衛視中文台、台視,Netflix        | 《嗨！營業中》                        | 中途加入工讀生                                                                                 |
| 2022年12月3日－17日、2023年1月7日－14日     | 衛視中文台、台視,Netflix        | 《嗨！營業中》                        | 小幫手                                                                                         |
| 2023年5月20日- 9月2日                       | 台視                            | 《嗨！營業中第2季》                   | 以臨時工的身分參與演出、不定期的出現在節目中                                                   |
| 2023年1月30日-3月3日-4月14日-2023年11月15日 | PGTV                            | 《信不性我說的》                      | 與許藍方共同主持，不定期上傳                                                                   |
| 2023年4月26日-2023年12月6日                 | 星光直播 （页面存档备份，存于） | 《藝外爆紅 （页面存档备份，存于）》   | 固定主持                                                                                       |
| 2023年12月23日-2024年4月20日                | 台視、三立都會台,Netflix        | 《嗨！營業中第3季》                   | 固定主持                                                                                       |
| 2024年1月7日-2024年8月4日                   | 台視                            | 《全員請上車》                        | 與納豆、王少偉、李易、鯰魚哥、花花、風田、哈孝遠、大元、黃豪平、江宏傑、楊銘威、吳姍儒共同主持 |
| 2024年8月17日-2024年8月31日                 | 台視、八大綜合台,Netflix        | 《嗨！營業中第4季》                   | 小幫手                                                                                         |
| 2024年7月6日-2024年9月28日                  | 東森超視                        | 《女孩好野》                          | 與沈玉琳、風田、籃籃、林襄、李多慧共同主持                                                     |
| 2019年2月26日-2025年1月20日                 | 蝦皮購物                        | 《蝦皮娛樂線 （页面存档备份，存于）》 | 與盧彥澤、瑪麗共同主持                                                                         |
| 2025年4月9日-2025年6月4日                   | YouTube                         | 《王牌住選員》                        | 與檸檬共同主持                                                                                 |
| 2025年4月19日-2025年7月12日                 | 東森超視                        | 《女孩好野第2季》                     | 與沈玉琳、風田、陳怡叡、林襄、李雅英、安芝儇、南珉貞、趙娟週、趙宜莉共同主持                   |
| 2025年7月26日                               | 台視、八大綜合台,Netflix        | 《嗨！營業中第5季》                   | 小幫手                                                                                         |

### 戲劇作品

#### 網路劇
| 頻道 | 劇名                             | 飾演 |
| ---- | -------------------------------- | ---- |
| 酷瞧 | 網絡劇《愛呀 午休時刻 存錢計劃》 | 阿達 |
| 酷瞧 | 網絡短劇《魯蛇們》               |      |
| 酷瞧 | 網絡短劇《機車人生》             |      |

#### 電影
- 2015年《角頭》阿凱
- 2015年《我的少女時代》張常道
- 2016年《弱比少男闖女校》蕭告全
- 2017年《吃吃的愛》面試官
- 2019年《一吻定情》司機
- 2019年《陽光普照》黑輪

### 獎項紀錄
| 年份 | 屆次         | 節目             | 獎項                   | 結果 |
| ---- | ------------ | ---------------- | ---------------------- | ---- |
| 2024 | 第59屆金鐘獎 | 《嗨！營業中》s3 | 益智及實境節目主持人獎 | 提名 |

## 外部連結
- 張立東半尷尬Fans Club的Facebook專頁
- 張立東的Instagram帳戶
- 张立东的新浪微博